# Jekatěrina Abramovová
Jekatěrina Konstantinova Abramovová (rusky Екатерина Константиновна Абрамова; * 14. dubna 1982 Leningrad, Ruská SFSR) je bývalá ruská rychlobruslařka.
Na Mistrovství světa juniorů debutovala v roce 1999 25. místem, stejného umístění dosáhla následující rok. V několika dalších letech nestartovala na velkých světových akcích, do Světového poháru nastoupila poprvé v roce 2004. V roce 2006 závodila poprvé na Mistrovství Evropy (11. místo), na Mistrovství světa ve víceboji (15. místo) a na Zimních olympijských hrách v Turíně, kde získala bronzovou medaili jako členka ruského týmu ve stíhacím závodě družstev. V individuálních startech se umístila na devátém (1000 m) a 21. (1500 m) místě. V následujícím olympijském mezidobí dosahovala v individuálních závodech podobných výsledků bez většího úspěchu, poslední start absolvovala na zimní olympiádě 2010, kde se v jediném závodě na 1500 m umístila na 32. místě.